# Almese
Almese (tiếng Piedmonte: Almèis) là một đô thị ở tỉnh Torino trong vùng Piedmont, ở hạ Val di Susa, khoảng 27 km về phía tây của Torino, nước Ý.
Almese giáp các đô thị: Val della Torre, Rubiana, Villar Dora, Caselette, Avigliana